# Croix de Bezon
La croix de Bezon (ou croix Perrinet) est une croix de chemin située dans la commune de Ploërmel, dans le Morbihan (France).

## Localisation
La croix est située au hameau de Bezon, rue de la Croix-Perinet, à environ 730 m à vol d'oiseau au nord des croix Guyot de Bezon.

## Historique
La croix est datée du XVIIe siècle.
Elle est inscrite au titre des monuments historiques par arrêté du 30 mai 1927.

## Architecture
Bâtie en granite, la croix mesure 1,07 m de hauteur. Posée sur socle, elle représente un Christ en croix.